# Sisselspraak
Sisselspraak (in het Engels: Parseltongue) is een term uit de Harry Potterreeks van J.K. Rowling.
Het betreft het zeldzame talent onder tovenaars om met slangen te kunnen praten. Iemand die Sisselspraak kent, wordt een Sisseltong genoemd. Een persoon die Sisselspraak kent, is in staat te verstaan wat slangen zeggen alsof ze gewoon mensentaal spreken en kan dezelfde geluiden maken die slangen gebruiken voor communicatie.

Een van de oprichters van Zweinstein, Zalazar Zwadderich, was beroemd vanwege zijn talent voor Sisselspraak. Daarom is het symbool van Zwadderich een slang. Alle afstammelingen van Zwadderich zijn van geboorte in staat Sisselspraak te spreken. Het is dus een erfelijke eigenschap.
Wanneer Heer Voldemort Harry probeert te doden, verplaatst hij onbedoeld een deel van zijn krachten in Harry waardoor Harry ook een Sisseltong wordt. Harry Potter verliest zijn mogelijkheid tot Sisselspraak nadat het Gruzielement dat Heer Voldemort per ongeluk in hem had geplaatst, vernietigd wordt.
Sisselspraak wordt door het grootste deel van de tovergemeenschap beschouwd als een kenmerk van een duistere tovenaar. Tovenaars die Sisselspraak spreken worden dan ook erg gewantrouwd.
Voldemort is erg trots op zijn talent voor Sisselspraak en heeft dit zelfs verwerkt in zijn symbool, het Duistere Teken, een schedel waar een slang als tong uit komt.
Het is mogelijk om Sisselspraak te leren, zo gebruikt Ron Wemel in het zevende boek Sisselspraak om in de Geheime Kamer door te dringen: hij imiteert Harry, die hij Sisselspraak heeft horen gebruiken om in de Geheime Kamer te komen, om zo een basilisktand te pakken waarmee hij een Gruzielement kan vernietigen.

## Bekende Sisseltongen
- Zalazar Zwadderich
- Heer Voldemort
- Harry Potter
- Asmodom Mergel
- Morfin Mergel
- Delphini Vilijn

Albus Perkamentus verstaat Sisselspraak wel, maar spreekt het niet.

## Trivia
Sisselspraak lijkt erg op tongentaal, zie ook Christelijke glossolalie, xenoglossie en Sindarijns.